# Dietopsa parnassia
Dietopsa parnassia là một loài nhện trong họ Thomisidae.
Loài này thuộc chi Dietopsa. Dietopsa parnassia được Eugène Simon miêu tả năm 1895.